# Abul Eleij
Abul Eleij (tiếng Ả Rập: أبو العليج) là một ngôi làng Syria nằm ở Sinjar Nahiyah ở huyện Maarrat al-Nu'man, Idlib. Theo Cục Thống kê Trung ương Syria (CBS), Abul Eleij có dân số 340 người trong cuộc điều tra dân số năm 2004.